# Vice primo ministro dell'Ucraina
Il Vice primo ministro dell'Ucraina è membro del governo ucraino e del gabinetto dei ministri dell'Ucraina.

## Status giuridico
Ai sensi dell'articolo 114 della Costituzione ucraina, il Gabinetto dei ministri dell'Ucraina comprende il Primo ministro, il Primo Vice primo ministro, i tre Vice primi ministri e i ministri.
I poteri sono determinati dalla "Legge ucraina sul gabinetto dei ministri dell'Ucraina".

## Elenco
| Ritratto | Vice primo ministro | Mandato della carica             |
| -------- | ------------------- | -------------------------------- |
|          | Pavlo Rozenko       | 14 aprile 2016 – 29 agosto 2019  |
|          | Denys Šmyhal'       | 20 febbraio 2020 – 4 marzo 2020  |
|          | Vadym Prystajko     | 4 marzo - 4 giugno 2020          |
|          | Oleh Urus'kyj       | 16 luglio 2020 – 3 novembre 2021 |
|          | Mychajlo Fedorov    | 29 agosto 2019 - in carica       |
|          | Ol'ha Stefanišyna   | 4 giugno 2020 - in carica        |